# Franc Ušeničnik
Franc Ušeničnik, slovenski rimskokatoliški duhovnik in teolog, * 2. oktober 1866, Predmost, † 16. april 1952, Ljubljana.

## Življenje in delo
V matični knjigi župnije Poljane nad Škofjo Loko je vpisan z imenom France. Oče mu je bil gostač Janez, mati mu je bila gostačica Mica (rojena Kržišnik). Pisal je knjige, razprave, ocene in poročila s področja pastoralnega bogoslovja, vzgojeslovja in domače cerkvene zgodovine. Njegov brat je bil filozof Aleš Ušeničnik. Dobil je častni naslov apostolski protonotar.
Pomembnejša dela:
- Vzgojeslovna načela (COBISS)
- Pastoralno bogoslovje (COBISS), (COBISS), (COBISS)
- Katoliška liturgika (COBISS), (COBISS)